# Alphonse Homans
Alphonse Théodore Homans (Meerhout, 3 september 1867 - 29 september 1934), beter bekend als Doorke Homans, was een Belgisch ondernemer en politicus voor de Liberale Partij.

## Levensloop
Homans was een zoon van Felix Jozef Homans (1832-1886) en Joanna Justine Justine Lenaers (1837-1901) en maakte deel uit van een vrijzinnige middenstandsfamilie. Hij trouwde op 16 juli 1900 in Tessenderlo met Maria Joanna Hortensia Houtmortels (1871-1912) en ze hadden een zoon, Karel Homans (1901-1978), advocaat in Meerhout en in Brussel. Alphonse Homans werd beroepshalve boterhandelaar, winkelier en aannemer.
In 1899 werd Homans voor de Liberale Partij verkozen tot gemeenteraadslid van Meerhout, wat hij bleef tot in 1926. In zijn streek stond hij bekend als een aanhanger van de vernederlandsing van de Rijksuniversiteit Gent. Tijdens de Eerste Wereldoorlog was hij lid van het provinciaal Hulp- en Voedingscomité. In zijn gemeente was hij bovendien sinds 1914 voorzitter van de mutualiteit Hulp en Nood en vanaf 1922 voorzitter van de literaire en muziekkring Hoop en Harmonie.
In 1919 werd hij met de steun van Het Laatste Nieuws voor het arrondissement Turnhout verkozen in de Kamer van volksvertegenwoordigers. In de Kamer sprak hij steeds Nederlands en had hij een uitgesproken democratische en Vlaamsgezinde overtuiging. Bij de verkiezingen van 1921 werd hij niet herkozen. Vervolgens werd hij de voorzitter van de liberale partijafdeling van het arrondissement Turnhout.